# (2191) Uppsala
(2191) Uppsala ist ein Asteroid des äußeren Hauptgürtels, der von dem schwedischen Astronomen Claes-Ingvar Lagerkvist am 6. August 1977 am 50-cm-Schmidt-Teleskop des Astronomischen Observatoriums Uppsala entdeckt wurde. Das Teleskop stand von 1957 bis 1982 im Mount-Stromlo-Observatorium (IAU-Code 414) auf dem Mount Stromlo bei Canberra, Australien.
Unbestätigte Sichtungen des Asteroiden hatte es schon am 15. November 1925 (mit der vorläufigen Bezeichnung 1925 VL) an der Landessternwarte Heidelberg-Königstuhl gegeben, am 26. November 1957 (1957 WJ2) am Lowell-Observatorium in Arizona und am 5. September 1972 (1972 RP3) am Krim-Observatorium in Nautschnyj.
Der Asteroid gehört zur Eos-Familie, einer Gruppe von Asteroiden, welche typischerweise große Halbachsen von 2,95 bis 3,1 AE aufweisen, nach innen begrenzt von der Kirkwoodlücke der 7:3-Resonanz mit Jupiter, sowie Bahnneigungen zwischen 8° und 12°. Die Gruppe ist nach dem Asteroiden (221) Eos benannt. Es wird vermutet, dass die Familie vor mehr als einer Milliarde Jahren durch eine Kollision entstanden ist.
(2191) Uppsala hat einen mittleren Durchmesser von 17,54 km (± 1,3). Seine Albedo von 0,1734 (± 0,029) ist vergleichbar mit derjenigen des Mars (0,15).
Der Asteroid wurde am 1. April 1980 nach der schwedischen Stadt Uppsala benannt sowie der Universität Uppsala, der ältesten noch existierenden Universität Skandinaviens.